# Gottlieb August Herrich-Schäffer

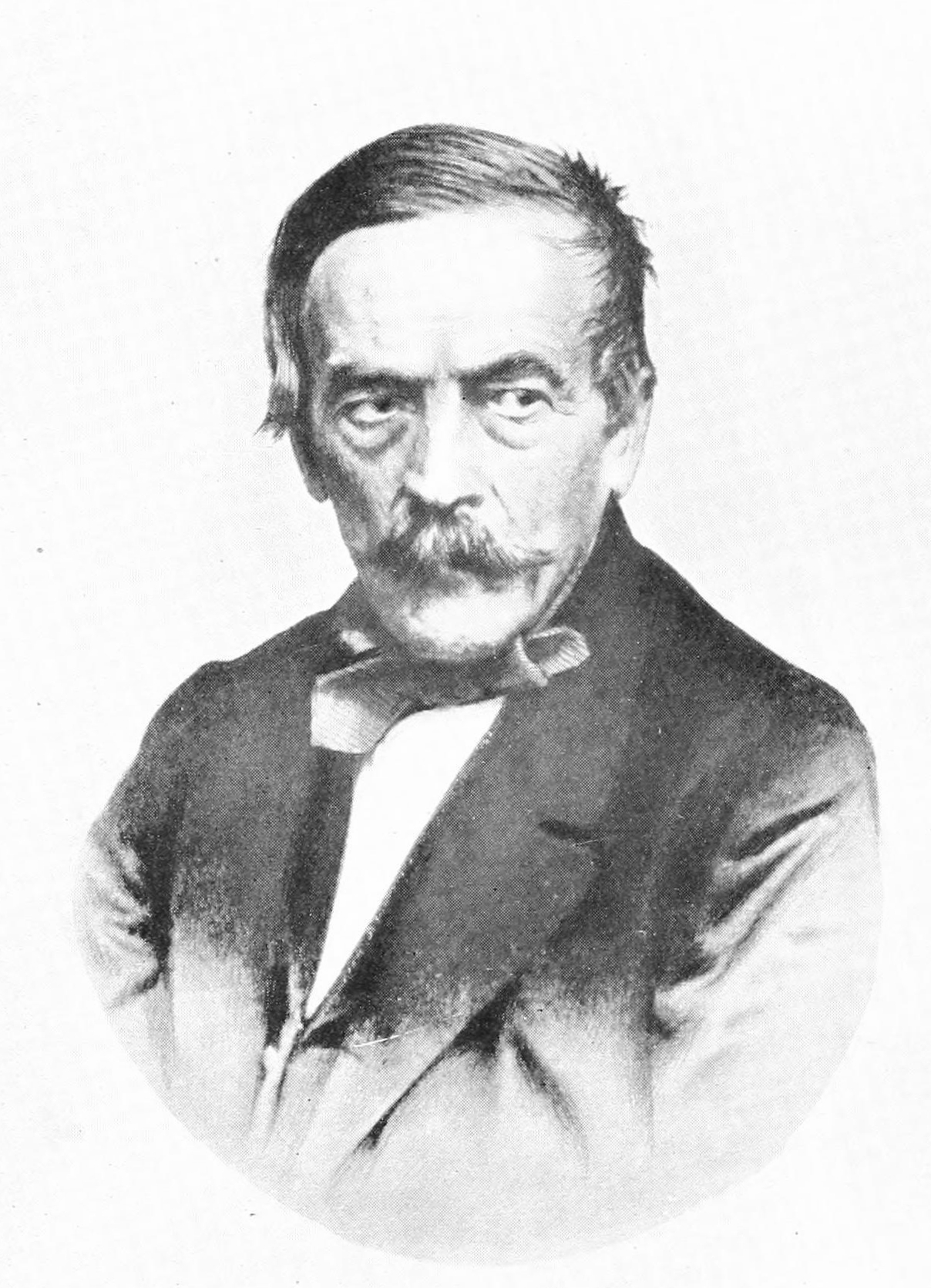
Gottlieb August Wilhelm Herrich-Schäffer

Gottlieb August Wilhelm Herrich-Schäffer (* 17. Dezember 1799 in Regensburg; † 14. April 1874 ebenda) war ein deutscher Mediziner, der als Stadtarzt in Regensburg und als Landgerichtsarzt in benachbarten Dörfern von Regensburg tätig war. Als Insektenforscher war er zudem auch ein bekannter Entomologe.

## Abstammung
Zu der Stammliste der Familie: siehe : Schäffer (Familie)
Herrich-Schäffer war der Sohn des Hof- und Sanitätsrats Dr Johann August Herrich und dessen Ehefrau Maria Margagarete – Schäffer, geb. (1799, –1874). Damit war er ein Enkel von Johann Ulrich Gottlieb von Schäffer, des Vaters seiner Mutter. Sein Großvater adoptierte ihn unter seinem Geburtsnamen Gottlieb August Wilhelm Herrich. Erst nach der Adoption nannte er sich dann mit dem Doppelnamen Gottlieb August Herrich-Schäffer.

## Leben, Heirat und Wirken
Herrich Schäffer studierte an der Universität in Erlangen und wurde dort im Winter-Semester 1818/19 Mitglied der Burschenschaft der Bubenreuther.
1893 heiratete er in Regensburg in der Neupfarrkirche Katharina Herrich Schäffer, geborene Pförringer. Seine Ehefrau hatte ihr Jugendzeit in Regensburg verbracht und hat sowohl viele Erlebnisse aus dieser Zeit, als auch Erlebnisse aus der Zeit ihres späteren Familienlebens als Ehefrau in Regensburg, im Wohnhaus in der Straße Weißgerbergraben, nordwestliches Eckhaus an der Donau, gegenüber der protestantischen Kirche  St. Oswald, in einem Tagebuch festgehalten. Das Tagebuch wurde 2023 publiziert (siehe Literatur, Autorin Gottfriedsen). Das Tagebuch ist eine Fundgrube für Informationen zu den Lebensverhältnissen von Kindern aus wohlhabenden Familien in Regensburg im 19. Jahrhundert.
Ab 1833 war Schäffer als Stadtarzt, als Stadtgerichts- und Kreisgerichtsarzt in Regensburg und Umgebung tätig.
Neben seinem Bruder, dem praktischen Arzt Carl Herrich, zählt er auch zu den Bubenreuthern in Regensburg ebenso wie auch der 1836 zum Bürgermeister gewählte Gottlieb von Thon-Dittmer. Als Bubenreuther gehörten beide zu dem politisch führenden Kreis von Nationalliberalen in Regensburg.
Herrich-Schäffer war außerdem auch der erste Vorstand des 1846 gegründeten zoologisch-mineralogischen Vereins in Regensburg, der bereits ab 1847 mit dem Vereinsorgan Correspondenz-blatt des zoologisch-mineralogischen Vereins in Regensburg an die Öffentlichkeit trat.
Gottlieb August Herrich-Schäffer sammelte und verkaufte nebenbei Insekten, besonders Schmetterlinge (Lepidoptera). Teile seiner Sammlung gingen über Otto Staudinger an das Zoologische Museum Berlin und über M. J. Bastelberger an die Zoologische Staatssammlung München. Viele Microlepidoptera der Sammlung gingen über Ottmar Hofmann an das British Museum (Natural History).
Seit 1859 war Schäffer korrespondierendes Mitglied der Bayerischen Akademie der Wissenschaften. Von 1861 bis 1871 war er Vorsitzender der Regensburgischen Botanischen Gesellschaft. Im Jahr 1864 wurde Herrich-Schäffer zum Mitglied der Leopoldina gewählt.
Außer seiner Fortsetzung von Panzers Fauna insectorum Germaniae, (Heft 111–190, Regensburg 1830–1844) schrieb er einen Nomenclator entomologicus (Thl. 1 und 2, Regensburg 1835–1840), die Systematische Bearbeitung der Schmetterlinge von Europa (Band 1–6 mit Kupfern, Regensburg 1843–1856) und setzte Die wanzenartigen Insekten von Carl Wilhelm Hahn fort (Band 4–9, Nürnberg 1839–1853).

## Ehrungen
Bereits 1871 erhielt Herrich-Schäffer die Ehrenbürgerwürde der Stadt. und heute ist auch die Herrichstraße im Inneren Westen nach ihm benannt (⊙).